# Avessé
Avessé est une commune française, située dans le département de la Sarthe en région Pays de la Loire, peuplée de 335 habitants (les Avesséens).
La commune fait partie de la province historique du Maine.

## Géographie
La commune est aux confins sud de la Champagne sarthoise, à l'ouest du département de la Sarthe. Son bourg est à 2,5 km au sud-ouest de Brûlon, à 15 km au nord-est de Sablé-sur-Sarthe, à 39 km à l'ouest du Mans et à 45 km à l'est de Laval.
La commune est bordée à l'est par la Vègre.
| Viré-en-Champagne            | Saint-Denis-d'Orques | Brûlon           |
| Cossé-en-Champagne (Mayenne) | Avessé               | Brûlon, Chevillé |
| Poillé-sur-Vègre             | Poillé-sur-Vègre     | Chevillé         |

### Climat
Pour des articles plus généraux, voir Climat des Pays de la Loire et Climat de la Sarthe.
En 2010, le climat de la commune est de type climat océanique dégradé des plaines du Centre et du Nord, selon une étude du CNRS s'appuyant sur une série de données couvrant la période 1971-2000. En 2020, Météo-France publie une typologie des climats de la France métropolitaine dans laquelle la commune est exposée à un climat océanique et est dans la région climatique Moyenne vallée de la Loire, caractérisée par une bonne insolation (1 850 h/an) et un été peu pluvieux.
Pour la période 1971-2000, la température annuelle moyenne est de 11,3 °C, avec une amplitude thermique annuelle de 14 °C. Le cumul annuel moyen de précipitations est de 724 mm, avec 11,7 jours de précipitations en janvier et 7 jours en juillet. Pour la période 1991-2020, la température moyenne annuelle observée sur la station météorologique de Météo-France la plus proche, sur la commune de Saint-Loup-du-Dorat à 14 km à vol d'oiseau, est de 12,2 °C et le cumul annuel moyen de précipitations est de 760,0 mm,. Pour l'avenir, les paramètres climatiques de la commune estimés pour 2050 selon différents scénarios d'émission de gaz à effet de serre sont consultables sur un site dédié publié par Météo-France en novembre 2022.

## Urbanisme

### Typologie
Au 1er janvier 2024, Avessé est catégorisée commune rurale à habitat très dispersé, selon la nouvelle grille communale de densité à sept niveaux définie par l'Insee en 2022.
Elle est située hors unité urbaine. Par ailleurs la commune fait partie de l'aire d'attraction de Sablé-sur-Sarthe, dont elle est une commune de la couronne,. Cette aire, qui regroupe 39 communes, est catégorisée dans les aires de moins de 50 000 habitants,.

### Occupation des sols
L'occupation des sols de la commune, telle qu'elle ressort de la base de données européenne d’occupation biophysique des sols Corine Land Cover (CLC), est marquée par l'importance des territoires agricoles (100 % en 2018), une proportion identique à celle de 1990 (100 %). La répartition détaillée en 2018 est la suivante : 
terres arables (53,9 %), prairies (39,7 %), zones agricoles hétérogènes (6,5 %). L'évolution de l’occupation des sols de la commune et de ses infrastructures peut être observée sur les différentes représentations cartographiques du territoire : la carte de Cassini (XVIIIe siècle), la carte d'état-major (1820-1866) et les cartes ou photos aériennes de l'IGN pour la période actuelle (1950 à aujourd'hui).

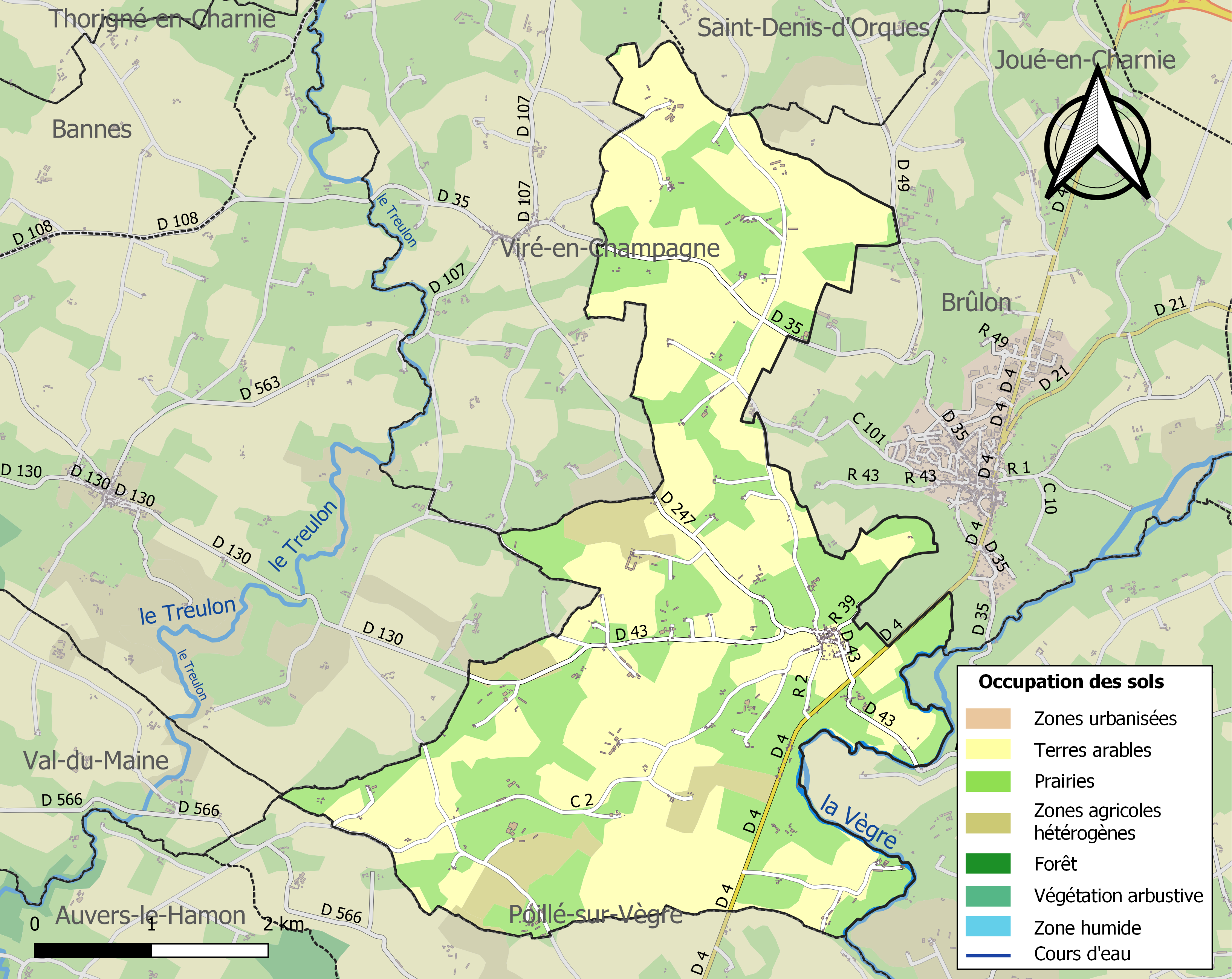
Carte des infrastructures et de l'occupation des sols de la commune en 2018 (CLC).

## Toponymie
Le nom de la localité est attesté sous la forme Abaciaco villa en 690. Le toponyme serait issu de l'anthroponyme latin tel que Abacius, Avinius ou Avicius.

## Histoire
Comme la région du Maine dans son ensemble, Avessé est une commune marquée par la guerre de Cent Ans et par les troubles révolutionnaires. Pendant la Révolution, il a été dit[évasif] que la commune était essentiellement royaliste et que le château de Martigné a été tour à tour le quartier général des troupes royalistes et des troupes républicaines,.
Au cours de la Seconde Guerre mondiale, Avessé a été la première commune de la Sarthe libérée par les troupes américaines arrivant de Cossé-en-Champagne.

## Politique et administration
| Période                                  | Période      | Identité           | Étiquette | Qualité   |
| ---------------------------------------- | ------------ | ------------------ | --------- | --------- |
| (maire en 1898)                          |              | - Placais          |           |           |
|                                          |              |                    |           |           |
| 1989                                     | mars 2001    | Daniel Boisbouvier |           |           |
| mars 2001                                | janvier 2013 | Jeannine Rieucros  | SE        | Retraitée |
| janvier 2013                             | mai 2020     | Gaetan Gerbault    | SE        | Retraité  |
| mai 2020                                 | En cours     | Daniel Rieucros    | SE        |           |
| Les données manquantes sont à compléter. |              |                    |           |           |

Le conseil municipal est composé de onze membres.

## Démographie
L'évolution du nombre d'habitants est connue à travers les recensements de la population effectués dans la commune depuis 1793. Pour les communes de moins de 10 000 habitants, une enquête de recensement portant sur toute la population est réalisée tous les cinq ans, les populations de référence des années intermédiaires étant quant à elles estimées par interpolation ou extrapolation. Pour la commune, le premier recensement exhaustif entrant dans le cadre du nouveau dispositif a été réalisé en 2006.
En 2022, la commune comptait 335 habitants, en évolution de −9,46 % par rapport à 2016 (Sarthe : −0,25 %, France hors Mayotte : +2,11 %).
Avessé a compté jusqu'à 1 176 habitants en 1851.
| 1793 | 1800 | 1806 | 1821 | 1831  | 1836  | 1841  | 1846  | 1851  |
| ---- | ---- | ---- | ---- | ----- | ----- | ----- | ----- | ----- |
| 775  | 699  | 764  | 832  | 1 027 | 1 093 | 1 128 | 1 107 | 1 176 |

| 1856  | 1861  | 1866 | 1872 | 1876 | 1881 | 1886 | 1891 | 1896 |
| ----- | ----- | ---- | ---- | ---- | ---- | ---- | ---- | ---- |
| 1 119 | 1 010 | 941  | 854  | 844  | 818  | 760  | 703  | 680  |

| 1901 | 1906 | 1911 | 1921 | 1926 | 1931 | 1936 | 1946 | 1954 |
| ---- | ---- | ---- | ---- | ---- | ---- | ---- | ---- | ---- |
| 629  | 607  | 592  | 561  | 556  | 555  | 527  | 545  | 531  |

| 1962 | 1968 | 1975 | 1982 | 1990 | 1999 | 2006 | 2011 | 2016 |
| ---- | ---- | ---- | ---- | ---- | ---- | ---- | ---- | ---- |
| 444  | 401  | 363  | 319  | 282  | 306  | 362  | 380  | 370  |

| 2021 | 2022 | - | - | - | - | - | - | - |
| ---- | ---- | - | - | - | - | - | - | - |
| 349  | 335  | - | - | - | - | - | - | - |

## Économie
L'agriculture est le fer de lance de l'activité économique d'Avessé avec de belles exploitations en polyculture . Les agriculteurs élèvent bétail, vaches alaitantes, volailles sous le label Loué. La production de lait est également l'une des activités agricoles.
Des artisans sont réunis également dans la commune, ébéniste menuisier, tourneur sur bois, caligraphe et de nombreux métiers de la construction (maçon...)

## Culture locale et patrimoine

### Lieux et monuments

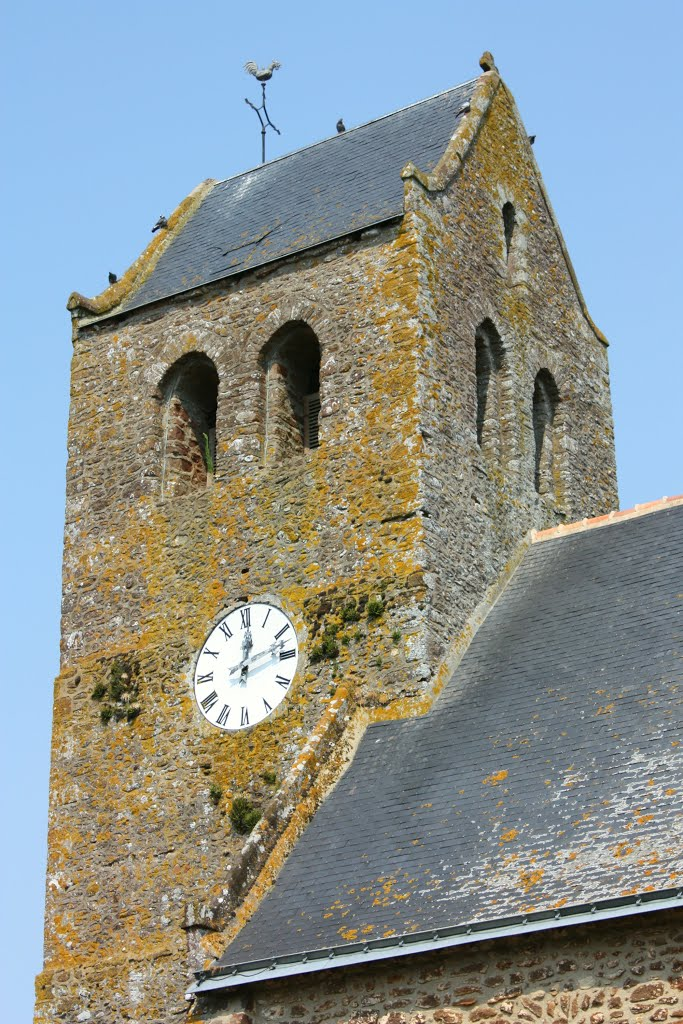
L'église Saint-Gilles.

- Le château de Martigné, inscrit au titre des Monuments historiques depuis le 19 novembre 1990[26].

« Il est des maisons qui se fondent si bien dans les paysages qu’elles semblent en
faire partie depuis toujours; ainsi Martigné qui se tient modestement à l’écart des routes. D’anciennes bâtisses de communs l’annoncent. Puis derrière un mur bas et un gros pavillon couvert d’ardoise, de grands arbres parent une cour toute simple. Inscrit dans ce cadre paisible apparait le château, dont le plan semble si complexe de prime abord.
Deux bâtiments parallèles, dressent leurs hauts pignons : le premier construit au XVe siècle, fut doublé d’un second un siècle plus tard. Les traces de leur ancienneté se montrent ici et là, archères et meurtrières, pierres vétustes ou
rampants taillés. Les chaînes d’angle en roussard tranchent de leur teinte sombre sur l’enduit clair des murs. Ces corps de logis jumeaux, furent par la suite, au gré des besoins, et pour répondre à la symétrie, encadré de pavillons carrés à chaque extrémité. La façade sur le parc fut reprise au XVIIe siècle, percée de fenêtres et couronnée de lucarnes à frontons. L’entrée par la cour donne sur un vestibule
où des peintures de lambris en trompe-l’œil, datant du XVIIe siècle, ont été récemment mises au jour. »
- Église Saint-Gilles. L'église possède des ouvertures en ogives. Le clocher est en bâtière bâti sur une puissante tour carrée. Une cloche y a été installée en 1979, prénommée, Jeanne Michèle et fondue à Orléans, le 19 septembre 1979.

De nombreux édifices à Avessé sont construits en utilisant la pierre de roussard qui est un grès ferreux qui lui donne par l'oxydation du fer sa couleur brune rousse, typique. Cette pierre est une pierre facile à tailler et donne lieu à des entourages de fenêtres, des cheminées, des bandeaux de pierre, des pierres de chaînage...

### Personnalités liées
- Gabriel Chenon du Boulay (1721-1791), seigneur de Brûlon, Avessé et Viré.
- Dr Clément-Jacques Goupil (1784-1858), député de la Sarthe et maire d'Avessé.